# Rashidan (huyện)
Rashidan là một huyện thuộc tỉnh Ghazni, Afghanistan. Dân số thời điểm năm 1999 là -17,8 người.